# Zygethobius sokariensis
Zygethobius sokariensis är en mångfotingart som beskrevs av Chamberlin 1911. Zygethobius sokariensis ingår i släktet Zygethobius och familjen fåögonkrypare. Inga underarter finns listade i Catalogue of Life.